# 桐生典子
桐生 典子（きりゅう のりこ、1956年 - ）は、日本の小説家。新潟県生まれ。青山学院大学文学部フランス文学科を卒業する。

## 経歴
女性誌等のフリーライターを経て、1996年に書き下ろし短編連作、『わたしのからだ』でデビュー。

新人賞を受賞せず、デビューする新人はめずらしい。

『閃光』『やわらかな針』『抱擁』『眠る骨』『金色の雨がふる』など著書多数。女性の肉体と精神を徹底的に追求した作風が特徴。

## 人物
新潟の雪深い山間部の水力発電所で3姉妹の末っ子として幼年時代を送る。

雪の降りつづく暗い日々から、ある朝目をさますと、空は晴れわたり、世界は真っ白に輝いている――それが原風景であり、おかげで楽天的な（？）性格になったらしい。

少女時代は、野や山に遊び、漫画と小動物を愛し、本はほとんど読まず、作文でもほめられたことはなかった。

現在の作家桐生典子の形成に大きな影響を与えたのは、中3の夏、東亜国内航空の新人スチュワーデスだった次姉をばんだい号墜落事故で失った事。

突然肉体が破壊され、消滅するという事実を突きつけられた。姉妹ゲンカのたびに、「死んじゃえ！」と捨てぜりふを吐いていたことが現実になったという罪悪感。

姉の死が遠因で父親も数年後に病死。母親からは、スチュワーデスという仕事を継ぐことを望まれたが、叶えなかった。

小説家デビュー以来、一年に一冊の出版という遅筆ぶり。近年はほぼ休眠状態。

小林秀雄の講演ＣＤ『信ずることと考えること』を愛聴している。

## 作品一覧

### 小説
- わたしのからだ（1996年、情報センター出版局）（2002年、祥伝社文庫）
- 閃光（1998年、幻冬舎）
- やわらかな針（1998年、集英社）
- 抱擁（1999年、幻冬舎）（2007年、光文社文庫）
- エゴイスト（2000年、幻冬舎）
- 千のプライド（2001年、集英社）
- 裸の桜（2002年、講談社）
- 紅迷宮（2002年、祥伝社）
- 蒼迷宮（2002年、祥伝社文庫）
- 眠る骨（2004年、新潮社）
- With you （2005年、幻冬舎）
- Love Letter（2005年、幻冬舎）
- 金色の雨がふる（2006年、光文社）（2010年、光文社文庫）
- 天上の白い笑み（2007年、光文社）
- 短篇ベストコレクション　日本文藝家協会編（2008年、徳間文庫）
- 海の深さを知らない者は（2009年、祥伝社）

### 評伝
- ええかっこしい　評伝石津謙介（2011年、朝日新聞出版）

### 紀行文
- CARDAGE 2002年1＋2月号 新春の金沢へ（2002年、JCB）
- J-Basket 2007年７月号 飛鳥｢で夢のクルージング（2007年、JCB）
- 小説宝石 2007年11月号 ブータン紀行（2007年、光文社）
- 旅と鉄道 2012年7月号 片道切符の魔力　上信越の山裾を走る（2012年、朝日新聞出版）
- 旅と鉄道 2014年1月号 鉄道富嶽百景　私だけの“富嶽百景”（2013年、朝日新聞出版）